# Pierre Wolff

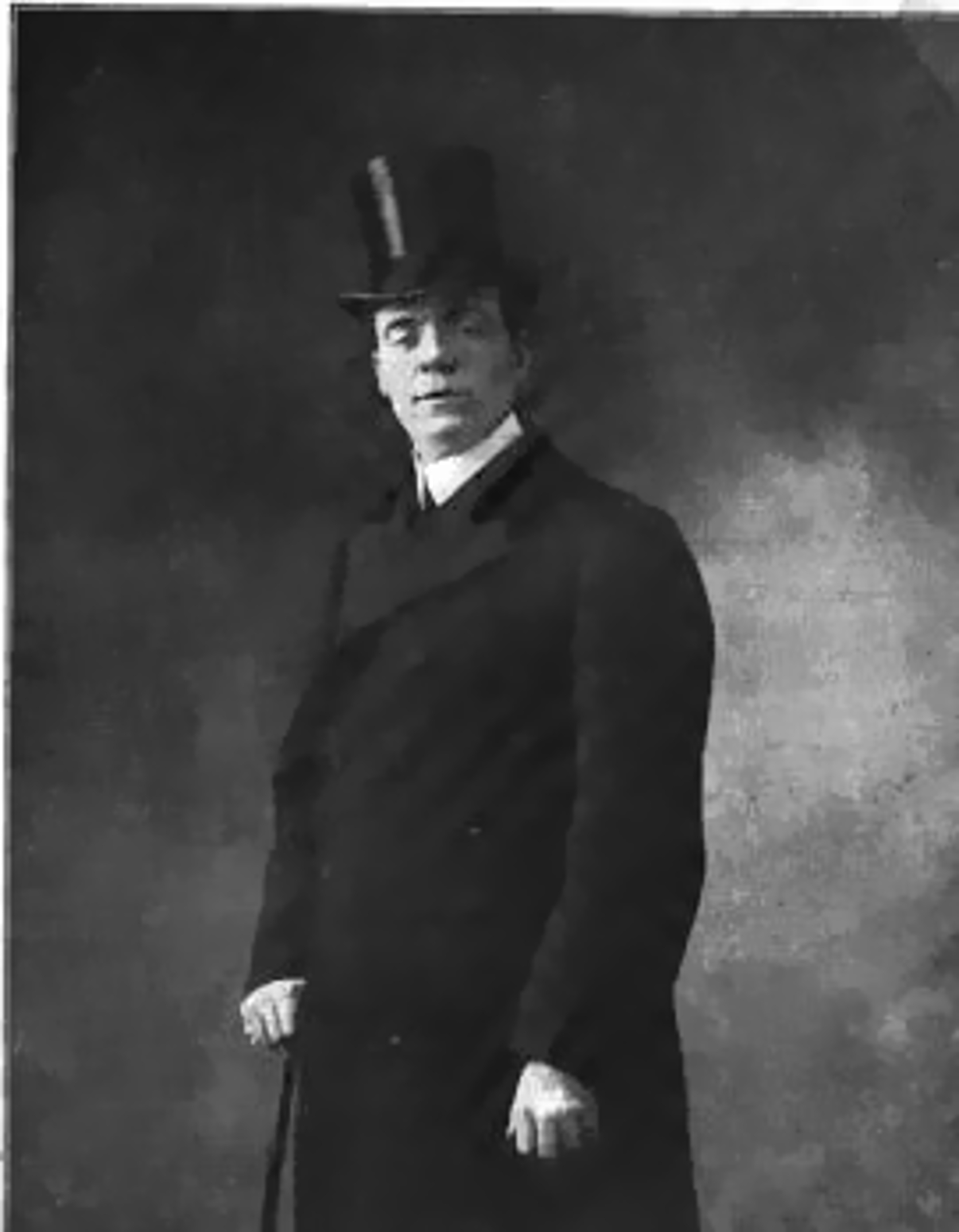
Pierre Wolff ca. 1905

Pierre Wolff, född den 1 januari 1865 i Paris död 1944, var en fransk författare, brorson till Albert Wolff. 
Wolff författade romaner (Le roman d’une femme mariée 1890, Sacré Léonce 1898) och ett stort antal teaterpjäser, mest lustspel med ironisk hållning och spirituell dialog, bland andra Ceux qu’on aime (1895), Fidèle (samma år), Le secret de Polichinelle (1903), som hade en mycket stor framgång, L’âge d’aimer (1905), Le ruisseau (1907) och Le lis (1908).